# He Is My Brother
Pour plus de détails, voir Fiche technique et Distribution.
He Is My Brother est un film américain réalisé par Edward Dmytryk, sorti en 1975.

## Synopsis
Après un terrible naufrage, deux frères se retrouvent sur une île où une lutte sans merci fait rage entre les lépreux et les colons.

## Fiche technique
- Titre : He Is My Brother
- Réalisation : Edward Dmytryk
- Scénario : James Polakof et David Pritchard
- Musique : Ed Bogas
- Pays de production : États-Unis
- Genre : drame
- Date de sortie : 1975

## Distribution
- Bobby Sherman : Jeff Remington
- Keenan Wynn : Dalton
- Kathy Paulo : Luana
- Robbie Rist : Randy Remington
- Joaquín Martínez : The Kahuna
- Benson Fong : Kiko